# کمپانثورپ
کمپانثورپ (به انگلیسی: Copmanthorpe) یک روستا و محله مدنی در بریتانیا است که در یورک واقع شده‌است. کمپانثورپ ۴٬۱۷۳ نفر جمعیت دارد.